# Islas Caracas
Las Islas Caracas, son un archipiélago del mar Caribe conformado por 2 islas, que pertenecen a Venezuela, ubicadas en el este del Estado Sucre, al norte de la península de Santa Fe, al oeste de la península de Manaure y la Isla Venado, y al este de la isla Picua Grande, desde el 19 de diciembre de 1973 bajo el decreto N.º 1.534 pertenecen al parque nacional Mochima.
Son islas con pequeños asentamientos de pescadores que muestran paisajes con vegetación xerófila, formaciones coralinas y rocosas, se puede llegar a ellas en lancha desde el mismo estado Sucre o desde el vecino estado Anzoátegui.

## Islas integrantes
Las Islas Caracas están formadas por 2 islas principales:
- Caracas del Este.
- Caracas del Oeste.